# Etna (Pensilvania)
Etna es un borough ubicado en el condado de Allegheny en el estado estadounidense de Pensilvania. En el año 2000 tenía una población de 3924 habitantes y una densidad poblacional de 2020.1 personas por km².

## Geografía
Etna se encuentra ubicado en las coordenadas 40°30′1″N 79°56′56″O / 40.50028, -79.94889.

## Demografía
Según la Oficina del Censo en 2000 los ingresos medios por hogar en la localidad eran de $31 529 y los ingresos medios por familia eran $41 577. Los hombres tenían unos ingresos medios de $31 386 frente a los $23 601 para las mujeres. La renta per cápita para la localidad era de $17 580. Alrededor del 9.2% de la población estaba por debajo del umbral de pobreza.